# Seznam čestných doktorátů udělených VŠE v Praze
Toto je seznam čestných doktorátů udělených za dobu existence Vysoké školy ekonomické v Praze:
- Abdul Rahman Attar,1986, představitel syrského ekonomického života
- Hermann Schnabel, 1991, německý podnikatel, veřejný činitel
- Tomáš Baťa, 1992, významný kanadský průmyslník
- Carl H. Hahn, 1992, německý průmyslník
- Ernest Kulhavy, 1993, rakouský vědec a pedagog, rektor univerzity Johana Keplera, Linec
- Richard N. Rosett, 1993, americký vědec
- Zdislav Henryk Hellwig, 1994, polský ekonom a statistik
- George J. Klir, 1994, americký odborník v oblasti systémových věd
- Václav Klaus, 1994, významný ekonom a politik, bývalí prezident ČR
- Gary Stanley Becker, 1995, nositel Nobelovy ceny za ekonomii 1992
- Douglass North, 1995, nositel Nobelovy ceny za ekonomii 1993
- John J. Donovan, 1996, odborník v oblasti informatiky a statistiky
- Josef Thesing, 1996, odborník v oblasti politických a sociálních věd
- Milton Friedman, 1997, nositel Nobelovy ceny za ekonomii 1976[2]
- Peter F. Drucker, 1997 zakladatel moderního managementu
- Robert Mundell, 2001, ekonom
- Günter Verheugen, 2002, komisař EU
- Peter Checkland, 2004, ocenění celoživotní vědecké práce a jejích výsledků, především tzv. metodologie měkkých systémů
- Pavel Kafka, 2006, generální ředitel Siemens s.r.o.
- Winfried Vahland, 2006,prezident, generální ředitel a předseda řídicího výboru Volkwagen Group China
- William A. Niskanen, 2008, ředitel Cato Institute ve Washingtonu a bývalý předseda Rady ekonomických poradců prezidenta Ronalda Reagana
- Arthur Dempster, 2009, profesor v oblasti teoretické statistiky na univerzitě v Harvardu
- Glenn Shafer, 2009, profesor na Rutgers Business School
- Bernd Hallier, 2011, výkonný ředitel EuroHandelsInstitutu v Kolíně nad Rýnem
- Richard H. Thaler, 2015, profesor na University of Chicago, mezinárodně uznávaný vědec v oblasti alternativního ekonomického proudu behaviorální ekonomie
- Mohammad Hashem Pesaran, 2016, přední světový odborník v oblasti aplikované ekonometrie
- Geert Hofstede, 2016, přední světový odborník v oblasti organizační antropologie a mezikulturního managementu
- Henry Mintzberg, 2016, přední myslitel na poli managementu
- Hans-Werner Sinn, 2017, bývalý prezident ifo-Institut für Wirtschaftsforschung, generální ředitel CESifo GmbH, ředitel Center for Economic Studies při Ludwig-Maximilians-Universität v Mnichově
- Robert S. Kaplan, 2021, emeritní profesor Harvard Business School
- John A. List, 2022, Profesor z University of Chicago, přední světový odborník v oblasti experimentální a behaviorální ekonomie
- Jean Tirole, 2022, francouzský profesor ekonomie